# جوليا ستوكتون دينسمور
جوليا ستوكتون دينسمور (بالإنجليزية: Julia Stockton Dinsmore)‏ هي كاتبة يوميات أمريكية، ولدت في 6 مارس 1833، وتوفيت في 19 أبريل 1926.